# (37469) 6833 P-L
6833 P-L (asteroide 37469) é um asteroide da cintura principal. Possui uma excentricidade de 0.08108710 e uma inclinação de 1.86548º.
Este asteroide foi descoberto no dia 24 de setembro de 1960 por Cornelis Johannes van Houten e Ingrid van Houten-Groeneveld e Tom Gehrels em Palomar.